# Кусеряк
Кусеряк — река в России, протекает по Аромашевскому и Сорокинскому районам Тюменской области. Устье реки находится в 57 км по правому берегу реки Балахлей. Длина реки составляет 15 км.
Система водного объекта: Балахлей → Вагай → Иртыш → Обь → Карское море.

## Данные водного реестра
По данным государственного водного реестра России относится к Иртышскому бассейновому округу, водохозяйственный участок реки — Иртыш от впадения реки Ишим до впадения реки Тобол, речной подбассейн реки — бассейны притоков Иртыша от Ишима до Тобола. Речной бассейн реки — Иртыш.
Код объекта в государственном водном реестре — 14010400112115300012755.